# سوفوتیدین
سوفوتیدین (انگلیسی: Sufotidine) یک داروی آنتاگونیست رقابتی گیرنده H2 طولانی اثر است.